# Aeroportul Rebun
Aeroportul Rebun (IATA: RBJ, ICAO: RJCR) este un aeroport din Rebun⁠(d), Rebun district⁠(d), Prefectura Hokkaidō, Japonia. Aeroportul a fost tranzitat în decembrie 2020 de 0 pasageri. A fost numit după Rebun⁠(d).
Situat la o altitudine de 26 m, aeroportul dispune de o singură pistă.